# Polystichum tsus-simense
Polystichum tsus-simense är en träjonväxtart som först beskrevs av William Jackson Hooker, och fick sitt nu gällande namn av John Smith. Polystichum tsus-simense ingår i släktet Polystichum och familjen Dryopteridaceae. Inga underarter finns listade.